# Šalovci
Šalovci là một khu tự quản (tiếng Slovenia: občine, số ít – občina) trong vùng Pomurska của Slovenia. Šalovci có diện tích 58.2 km2, dân số là theo điều tra ngày 31 tháng 3 năm 2002 là 1718 người. Thủ phủ khu tự quản Šalovci đóng tại Šalovci.